# Консекрація
Консекрація (лат. Consecratio — Посвята) — обряд, присвячений метафізичному уособленню плоті й крові Ісуса в, відповідно, хлібі та вині на євхаристійній частині літургії.

## Суть і обґрунтування
Консекрація — найважливіший момент святої літургії (меси). Священник повторює слова Христа з Тайної Вечері, й сам Спаситель стає присутнім посеред спільноти вірних. Він сам творить діло спасіння серед нас.
Консекрація обґрунтована на християнській (католицькій) доктрині про лат. transubstantiatio (дослівно — заміна однієї тканини іншою) на Тайній вечері:
|  | 26 Якже вони їли, Ісус узяв хліб, поблагословив, розламав і дав учням, кажучи: “Беріть, їжте: це моє тіло.” 27 Потім узяв чашу, воздав хвалу і подав їм, кажучи: “Пийте з неї всі, 28 бо це кров моя (Нового) Завіту, яка за багатьох проливається на відпущення гріхів.(Мат. 26:26-28) |

|  | 53 А Ісус їм: «Істинно, істинно говорю вам: Якщо не споживатимете тіло Чоловічого Сина й не питимете його кров, не матимете життя в собі. 54 Хто тіло моє їсть і кров мою п'є, той живе життям вічним, і я воскрешу його останнього дня. 55 Бо тіло моє - їжа правдива, і кров моя - правдивий напій. 56 Хто споживає тіло моє і кров мою п'є, той у мені перебуває, а я - в ньому. 57 Як мене Отець живий послав, і я Отцем живу, так і той хто споживає мене, житиме мною. 58 Це й хліб, що зійшов з неба. Не як ото манну їли батьки ваші, а померли: хто цей хліб споживатиме, той повіки житиме.( Ів., 6:53-58) |

|  | 23 Я бо, що прийняв від Господа, те й передав вам: Господь Ісус тієї ночі, якої був виданий, узяв хліб 24 і, віддавши подяку, розламав і сказав: «Це моє тіло, воно за вас дається. Це робіть на мій спомин.» 25 Так само й чашу по вечері, кажучи: «Ця чаша - Новий Завіт у моїй крові. Робіть це кожний раз, коли будете пити, на мій спомин.» 26 Бо кожного разу, як їсте хліб цей і п'єте цю чашу, звіщаєте смерть Господню, аж доки він не прийде. 27 Тому хто буде їсти хліб або пити чашу Господню недостойно, буде винний за тіло і кров Господню (І Кор., 11:23-27). |

Термін лат. transubstantiatio виник у Ранньому середньовіччі, коли схоласти, які знаходилися під впливом аристотелізму, намагалися пояснити, яким чином хліб і вино перевтілюються в плоть і кров Христа, і був закріплений як догмат на Четвертому Латеранському в 1215 році та Тридентському соборах.
В енцикліці «Mysterium fidei» Папа Павло VI офіційно підкреслив:
|  | Культ Євхаристії. У відправі Служби Божої ми виражаємо нашу віру в дійсну присутність Христа під видами хліба і вина, зокрема, клякаючи на коліна або низько схиляючись на знак почитання Бога. «Католицька церква виявляла і продовжує виявляти культ поклоніння, який належить до таїнства Євхаристії, не лише під час відправи Служби Божої, але і поза нею, як найстаранніше зберігаючи освячені Дари, виставляючи їх вірним для врочистого вшанування, носячи їх у процесіях |

В 106 році Ігнатій Антіохійський в посланні до мешканців Смірни писав, що ранні християни «не признають, що євхаристія — фактичне тіло нашого Спасителя Ісуса Христа, плоть якого постраждала за наші гріхи». Його позицію підтвердив Амвросій Медіоланський. Деякі християнські течії, наприклад лютеранство, дотримуються концепції консубстанциації, згідно з якою і плоть, і кров Христа нарівні з хлібом і вином уособлюють причастя Тайної вечері. Англіканська церква використовує поняття «реальної присутності» без особливих застережень.

## Молитва консекрації

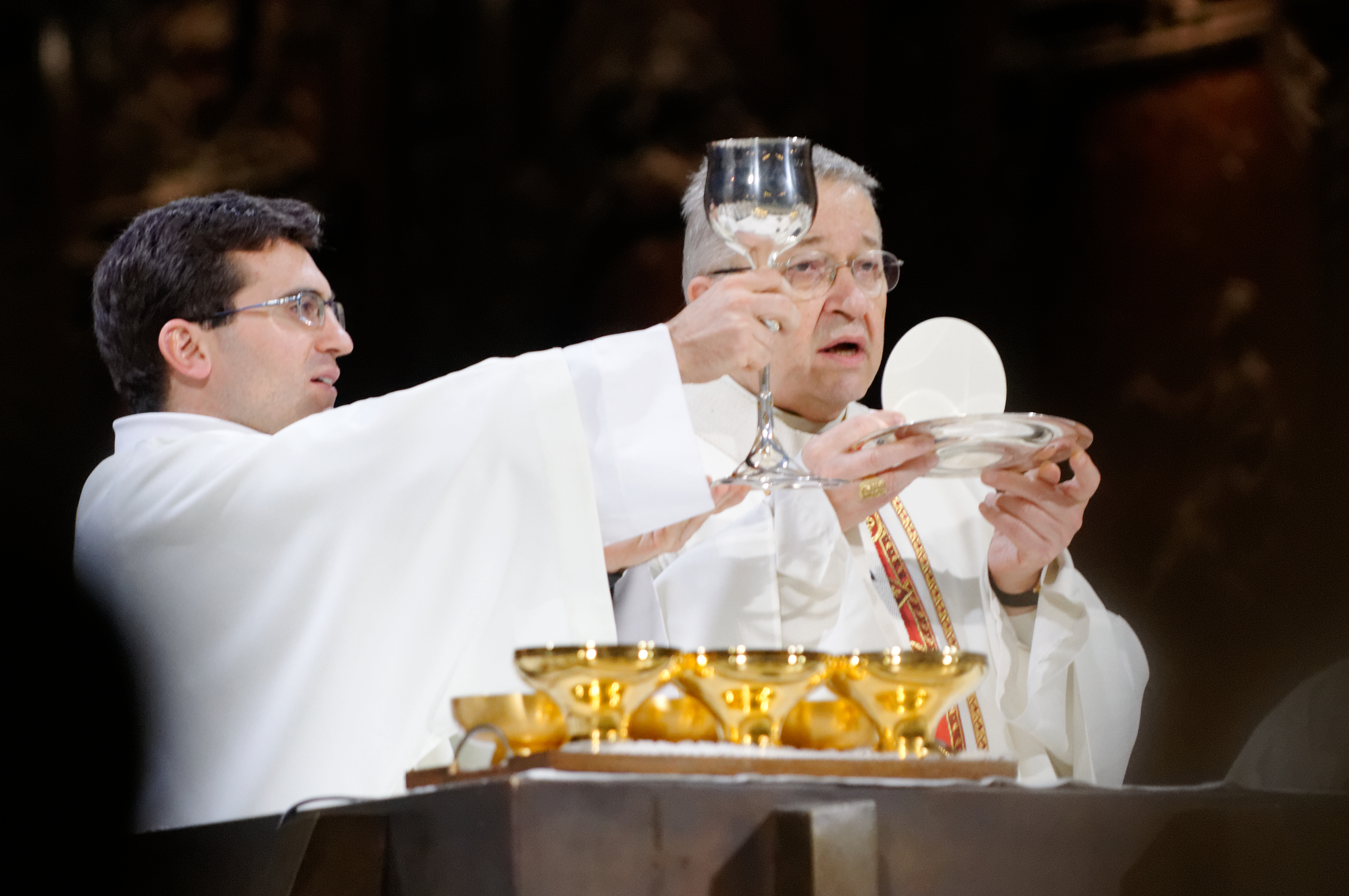

### КатоликиЗахідного обряду
Під час молитви консекрації вірні стоять на колінах:
|  | Священник: Освяти ці дари росою Твого Духа, щоб вони стали для нас Тілом і Кров'ю Господа нашого, Ісуса Христа. Він, коли добровільно віддав себе на страждання, взяв хліб і, складаючи Тобі подяку, розламав і дав Своїм учням, кажучи: Беріть і їжте з цього всі: цеє тіло моє, котре за вас буде видане. Так само після вечері взяв чашу, знову складаючи Тобі подяку, подав Своїм учням, кажучи: Беріть і пийте з неї всі: це є чаша крові моєї Нового і Вічного Завіту, котра за вас і багатьох буде пролита на відпущення гріхів. Чиніть це на мій спомин. |

### КатоликиСхідного обряду
|  | Священик: З цими блаженними силами, Владико Чоловіколюбче, і ми виголошуємо і промовляємо: Святий єси і Пресвятий, Ти, і Єдинородний Твій Син, і Дух Твій Святий. Святий єси і Пресвятий, і велична слава Твоя. Ти світ Твій так полюбив, що й Сина Свого Єдинородного віддав, щоб усякий, хто вірує в Нього, не загинув, а мав життя вічне. Він, прийшовши і діло нашого спасіння виконавши, в ніч, як зраджено Його, а правдивіше, коли Він Сам Себе віддав за життя світу, взяв хліб у святі Свої і пречисті і непорочні руки, подякувавши, благословивши, освятивши, розломивши, дав святим Своїм ученикам і апостолам і сказав: Прийміть, їжте — це є Тіло Моє, що за вас ламається на відпущення гріхів. Люди: Амінь. Коли священик промовляє виголос, диякон, тримаючи орар трьома пальцями правої руки, показує разом із священиком на святий дискос. Так само і коли священик виголошує: «Пийте з неї всі», — диякон показує разом із священиком на святу чашу. Священик: Так само і чашу після вечері, промовляючи: Пийте з неї всі — це є Кров Моя Нового завіту, що за вас і за многих проливається на відпущення гріхів. Люди: Амінь. |

## Обряд богопосвячення (консекрації)
Обряд богопосвячення (консекрації) не є таїнством, лише сакраменталією, однак наслідки, спричинені ним в житті богопосвяченої особи, що на все своє життя складає обітниці чистоти, убогості та послуху, подібні до отриманих через таїнства. З боку людини — це посвячення на все життя, з боку Бога — це освячення цього стану віддання та збагачення людини необхідною благодаттю.